# Charles Howell III
Charles Gordon Howell III (* 20. Juni 1979 in Augusta, Georgia) ist ein US-amerikanischer Profigolfer.
Nach einer erfolgreichen Amateurkarriere wurde er im Jahr 2000 Berufsgolfer und belegte bei seinem ersten Turnier auf der PGA Tour den dritten Platz. In der Saison 2001 wurde er zum besten Neuling der Tour gewählt und ein Jahr später gelang ihm der erste Turniererfolg bei den Michelob Championship at Kingsmill. In jener Saison schloss er als Neunter der Geldrangliste (PGA TOUR money list) ab. In den Jahren 2003 und 2007 wurde er in das Team der USA für den Presidents Cup berufen.
2022 schloss Howell III sich der LIV Tour an.
In der Komödie Happy Gilmore 2 von 2025 spielt er sich selbst.

## PGA Tour Siege
- 2002 Michelob Championship at Kingsmill
- 2007 Nissan Open
- 2018 RSM Classic

## Resultate bei Major Championships
| Tournament        | 2001 | 2002 | 2003 | 2004 | 2005 | 2006 | 2007 | 2008 | 2009 | 2010 | 2011 | 2012 | 2013 | 2014 | 2015 | 2016 | 2017 | 2018 | 2019 |
| ----------------- | ---- | ---- | ---- | ---- | ---- | ---- | ---- | ---- | ---- | ---- | ---- | ---- | ---- | ---- | ---- | ---- | ---- | ---- | ---- |
| Masters           | DNP  | T29  | T28  | T13  | CUT  | CUT  | T30  | CUT  | DNP  | DNP  | DNP  | T19  | DNP  | DNP  | DNP  | DNP  | DNP  | DNP  | T32  |
| PGA Championship  | T22  | T17  | T10  | T31  | T15  | CUT  | T42  | T47  | CUT  | T48  | T26  | CUT  | CUT  | CUT  | T65  | DNP  | T73  | T71  | T41  |
| US Open           | CUT  | T18  | T53  | T36  | T75  | T37  | T51  | CUT  | DNP  | DNP  | DNP  | CUT  | DNP  | DNP  | DNP  | DNP  | DNP  | T25  | T52  |
| Open Championship | DNP  | DNP  | T65  | T42  | CUT  | DNP  | CUT  | CUT  | CUT  | DNP  | T28  | T64  | DNP  | DNP  | DNP  | DNP  | CUT  | CUT  |      |

DNP = nicht teilgenommen

CUT = Cut nicht geschafft

„T“ geteilte Platzierung

Grüner Hintergrund für Siege

Gelber Hintergrund für Top 10